# Anisodes thysanopoda
Anisodes thysanopoda là một loài bướm đêm trong họ Geometridae.